# Elacatis leonensis
Elacatis leonensis es una especie de coleóptero de la familia Salpingidae.

## Distribución geográfica
Habita en Sierra Leona.